# Tetraponera bifoveolata
Tetraponera bifoveolata är en myrart som först beskrevs av Mayr 1895.  Tetraponera bifoveolata ingår i släktet Tetraponera och familjen myror.

## Underarter
Arten delas in i följande underarter:
- T. b. bifoveolata
- T. b. maculifrons
- T. b. syriaca